# Ballad of a Crystal Man
De Ballad of a Crystal Man is een protestlied, geschreven en gezongen door Donovan.
Het lied werd eerst uitgebracht in 1965 als een nummer op de ep The Universal Soldier, met "Universal Soldier" als belangrijkste nummer, en vervolgens als single in 1966. Het lied heeft de wreedheid van racisme en oorlog tot onderwerp. Het was in de tijd van het verzet van Martin Luther King tegen de rassenscheiding in de Verenigde Staten, en van de Vietnamoorlog, die toen in alle hevigheid woedde.
Zaken zoals: toys of peppermint and candy illustreren hoe de bevolking werd gepaaid met zinloze prullaria, terwijl ondertussen elders, op het slagveld, sprake was van soldiers dazzling made of toy tin.
Na iedere korte, tweeregelige, strofe keert het refrein terug, waarin sprake is van een zeemeeuw, die een leugenachtig soort vrijheid belooft. De zanger wijst dit soort vrijheid resoluut af: for seagull I don't want your wings, I don't want your freedom in a lie.
Het lied werd opnieuw uitgebracht in 1996, nu op cd, als onderdeel van het album Fairytale. Ook in 2002 werd een cd uitgegeven waarop dit lied te vinden was, en uiteindelijk werd het, met vele andere liederen, in 2005 uitgebracht op DualDisk.